# The Moon and the Melodies
The Moon and the Melodies (1986) è un album in studio, frutto della collaborazione tra il gruppo britannico Cocteau Twins e il compositore statunitense Harold Budd.
L'album è caratterizzato dal tipico sound onirico del gruppo britannico unito alle melanconiche e laconiche esecuzioni pianistiche del compositore americano.
Il tutto condito dalla tipica follia vocale in cui la Fraser è maestra.
I risultati della sperimentazione scaturita da questa collaborazione sfoceranno poi nei successivi album di entrambi gli artisti, rispettivamente Echoes in a Shallow Bay dei Cocteau e Lovely Thunder di Budd.
Le espressioni "bloody and blunt" e "ooze out and away, onehow" sono in realtà frammenti presi da due altri brani contenuti nell'album precedente del gruppo, Head over Heels, più precisamente dai brani Tinderbox (Of a Heart) e My Love Paramour.
Questo elemento caratterizza maggiormente l'estro creativo della Fraser, che usa frasi di canzoni per usarle come titoli di altre così come l'enfatizzare alcune sillabe a tal punto da cambiare totalmente il loro suono.
La Fraser canta in quattro brani: 1, 4, 5 e 8. Nei brani 5, 6 e 7 il sassofono è suonato da Richard Thomas della band dream pop strumentale Dif Juz, che occasionalmente ha accompagnato i Cocteau Twins in alcune esibizioni live.

## Tracce
1. "Sea, Swallow Me"
2. "Memory Gongs"
3. "Why Do You Love Me?"
4. "Eyes are Mosaics"
5. "She Will Destroy You"
6. "The Ghost Has No Home"
7. "Bloody and Blunt"
8. "Ooze Out and Away, Onehow"

## Formazione
Tutti i Brani sono scritti Elizabeth Fraser, Robin Guthrie, Simon Raymonde e Harold Budd.
- Harold Budd – piano
- Elizabeth Fraser – voce
- Robin Guthrie – chitarra
- Simon Raymonde – basso
- Richard Thomas dei Dif Juz – sassofono, batteria